# Vinkivtsi (huyện)
Huyện Vinkivtsi (tiếng Ukraina: Віньковецький район, chuyển tự: Vinkivtsis’kyi raion) là một huyện của tỉnh Khmelnytskyi thuộc Ukraina. Huyện Vinkivtsi có diện tích 653 kilômét vuông, dân số theo điều tra dân số ngày 5 tháng 12 năm 2001 là 31043 người với mật độ 48 người/km2. Trung tâm huyện nằm ở Vinkivtsi.